# St. Martin (Kirchgandern)

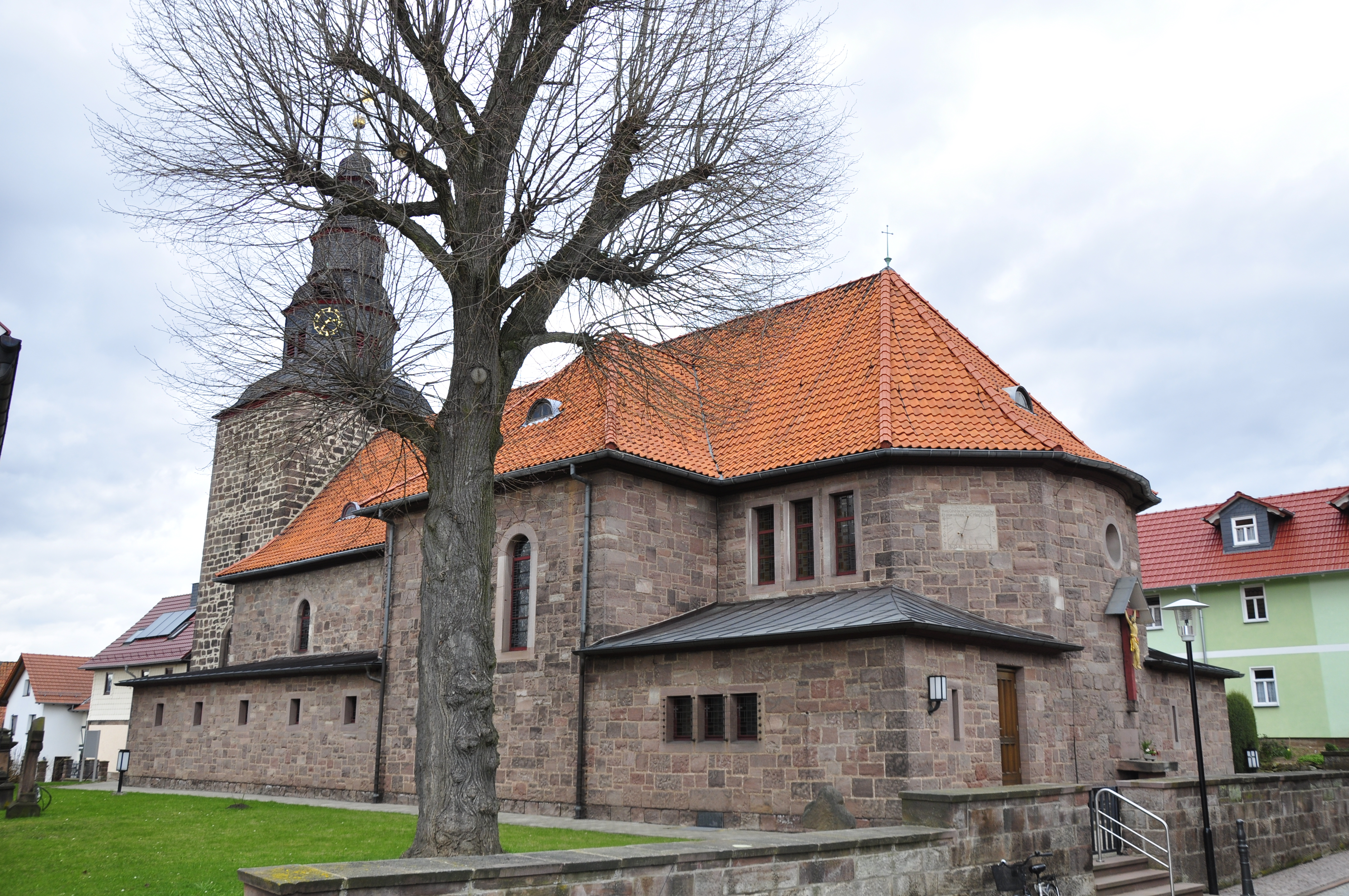
Dorfkirche

Die römisch-katholische Filialkirche St. Martin steht in Kirchgandern im thüringischen Landkreis Eichsfeld. Sie ist Filialkirche der Pfarrei St. Matthäus Arenshausen im Dekanat Heiligenstadt des Bistums Erfurt. Sie trägt das Patrozinium des heiligen Martin von Tours.

## Geschichte

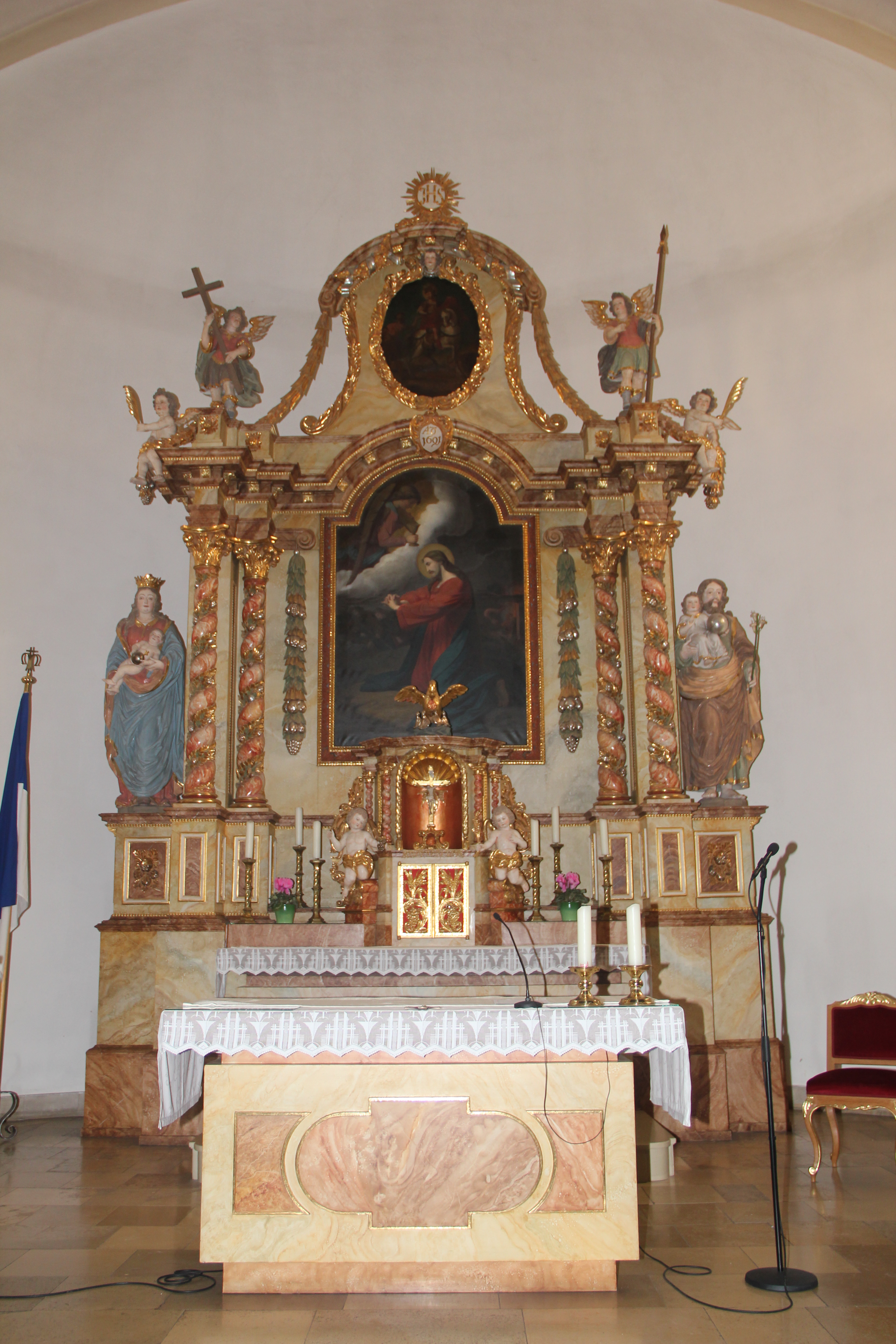
Hochaltar der Kirche St. Martin in Kirchgandern

Der Taufstein im Gotteshaus wurde laut eingemeißeltem Nachweis 1376 geschaffen. Somit trägt er den ersten Nachweis zum Gotteshaus im Dorf und stand höchstwahrscheinlich im Vorgängerbau.
1686 wurde das noch stehende Gotteshaus erbaut. 1691 kam der Einbau des Altarblatts hinzu. 1692 fand die Kanzel ihren Aufbau. Die Weihe durch Weihbischof Johann Daniel Gudenus aus Erfurt fand 1692 statt.
Der Kanzelbau aus dem Jahre 1770 war eine nachträgliche Veränderung. Das trifft auch für die Skulpturen aus dem 18. und 19. Jahrhundert zu.  Es sind: Maria mit dem Kind und die Schmerzhafte Maria als Mosaik.
1930 führte die Kirchgemeinde einen Erweiterungsbau im Ostteil durch. Die Weihe dazu fand am 19. September 1933 durch Bischof Petrus Legge aus Meißen statt.
Die Glocke fertigte die Firma Schilling 1952 in Apolda.
1980 erweiterte die Gemeinde mit dem Bild Christus am Ölberg die katholische Geschichte visuell. Außerdem restaurierte man die Kanzel und den Korb. 1999 wurde das Gotteshaus ausgemalt.
2019 wurde die Kirche im Inneren renoviert.